# Görcsöny, Baranya
Görcsöny este un sat în districtul Pécs, județul Baranya, Ungaria, având o populație de 1.571 de locuitori (2011). 

## Demografie
Componența etnică a satului Görcsöny
     Maghiari (94,68%)
     Germani (2,56%)
     Romi (1,86%)
     Necunoscut (0,21%)
     Croați (0,69%)
     Alții (0,21%)
Componența confesională a satului Görcsöny
     Romano-catolici (55,82%)
     Fără religie (14,13%)
     Reformați (6,37%)
     Necunoscută (22,15%)
     Alte religii (1,97%)
Conform recensământului din 2011, satul Görcsöny avea 1.571 de locuitori. Din punct de vedere etnic, majoritatea locuitorilor (94,68%) erau maghiari, existând și minorități de germani (2,56%) și romi (1,86%). Apartenența etnică nu este cunoscută în cazul a 0,21% din locuitori.  Din punct de vedere confesional, majoritatea locuitorilor (55,82%) erau romano-catolici, existând și minorități de persoane fără religie (14,13%) și reformați (6,37%). Pentru 22,15% din locuitori nu este cunoscută apartenența confesională.